# Сентрал-Сіті (Кентуккі)
Сентрал-Сіті (англ. Central City) — місто (англ. city) в США, в окрузі Муленберґ штату Кентуккі. Населення — 5819 осіб (2020).

## Географія
Сентрал-Сіті розташований за координатами 37°17′48″ пн. ш. 87°7′44″ зх. д. / 37.29667° пн. ш. 87.12889° зх. д. (37.296799, -87.129020).  За даними Бюро перепису населення США в 2010 році місто мало площу 13,58 км², з яких 13,43 км² — суходіл та 0,16 км² — водойми.

## Демографія
Згідно з переписом 2010 року, у місті мешкало 5978 осіб у 2062 домогосподарствах у складі 1349 родин. Густота населення становила 440 осіб/км².  Було 2325 помешкань (171/км²).
Расовий склад населення:
| - 87,5 % — білих - 9,8 % — чорних або афроамериканців - 0,2 % — корінних американців - 0,1 % — азіатів |

До двох чи більше рас належало 1,6 %. Частка іспаномовних становила 2,2 % від усіх жителів.
За віковим діапазоном населення розподілялося таким чином: 20,2 % — особи молодші 18 років, 65,2 % — особи у віці 18—64 років, 14,6 % — особи у віці 65 років та старші. Медіана віку мешканця становила 38,4 року. На 100 осіб жіночої статі у місті припадало 126,6 чоловіків;  на 100 жінок у віці від 18 років та старших — 130,9 чоловіків також старших 18 років.
Середній дохід на одне домашнє господарство  становив 44 665 доларів США (медіана — 33 018), а середній дохід на одну сім'ю — 53 828 доларів (медіана — 42 574). За межею бідності перебувало 32,5 % осіб, у тому числі 55,3 % дітей у віці до 18 років та 18,2 % осіб у віці 65 років та старших.
Цивільне працевлаштоване населення становило 1750 осіб. Основні галузі зайнятості: науковці, спеціалісти, менеджери — 16,9 %, роздрібна торгівля — 16,2 %, виробництво — 16,1 %.